# 2004-es U19-es női labdarúgó-világbajnokság
A 2004-es U19-es női labdarúgó-világbajnokság a második ilyen jellegű torna volt. A tornát 12 válogatott részvételével november 10-e és 27-e között rendezték Thaiföldön. A vb-t a német válogatott nyerte.

## Részt vevő csapatok
| Konföderáció | Csapat                                                  |
| ------------ | ------------------------------------------------------- |
| AFC          | Ausztrália · Kína · Dél-Korea                           |
| CAF          | Nigéria                                                 |
| CONCACAF     | Kanada · Egyesült Államok                               |
| CONMEBOL     | Brazília                                                |
| UEFA         | Németország · Olaszország · Oroszország · Spanyolország |
| Rendező      | Thaiföld                                                |

## Játékvezetők
| Afrika - Deidre Mitchell Ázsia - Hong Una - Óiva Majumi - Pannipan Kamnüng - Jacqui Melksham Dél-Amerika - Martha Toro | Észak-, Közép-Amerika és a Karibi-térség - Maria Ortega - Virginia Tovar Európa - Alexandra Ihringova - Anna De Toni - Sarah Girard - Andonía Kókotu |

## Eredmények
A 12 csapatot három csoportba sorsolták. A csoportokban körmérkőzéseket játszottak a csapatok. A csoportokból az első két helyezett és a két legjobb harmadik helyezett jutott a negyeddöntőbe. A negyeddöntőtől egyenes kieséses rendszerben folytatódott a torna.
Minden időpont helyi idő szerint (UTC+7) van feltüntetve.

### Csoportkör
| Jelmagyarázat                                                                           |
| --------------------------------------------------------------------------------------- |
| A csoportok első és második helyezettje bejutott az egyenes kieséses szakaszba.         |
| A csoportok legjobb két harmadik helyezettje is bejutott az egyenes kieséses szakaszba. |
| A csoportok legrosszabb harmadik helyezettje és a negyedik helyezettek kiestek.         |

#### A csoport
| Csapat      | M | Gy | D | V | G+ | G– | Gk  | P |
| ----------- | - | -- | - | - | -- | -- | --- | - |
| Németország | 3 | 2  | 1 | 0 | 13 | 3  | +10 | 7 |
| Kanada      | 3 | 2  | 1 | 0 | 12 | 4  | +8  | 7 |
| Ausztrália  | 3 | 1  | 0 | 2 | 6  | 6  | 0   | 3 |
| Thaiföld    | 3 | 0  | 0 | 3 | 0  | 18 | −18 | 0 |

| 2004. november 10. 17:00 |

| Thaiföld | 0–6         | Németország                                                      |
| -------- | ----------- | ---------------------------------------------------------------- |
|          | Jegyzőkönyv | Mittag 10' Goeßling 12' 41' Okoyino Da Mbabi 17' 24' Laudehr 43' |

| Racsamangala Stadion, Bangkok Nézőszám: 40 000 Játékvezető: Martha Toro (kolumbiai) |

| 2004. november 10. 19:45 |

| Ausztrália   | 1–2               | Kanada        |
| ------------ | ----------------- | ------------- |
| McCallum 49' | (0–2) Jegyzőkönyv | Timko 14' 19' |

| Racsamangala Stadion, Bangkok Nézőszám: 40 000 Játékvezető: Alexandra Ihringova (angol) |

| 2004. november 13. 17:00 |

| Németország                                   | 4–0               | Ausztrália |
| --------------------------------------------- | ----------------- | ---------- |
| Okoyino Da Mbabi 4' Mittag 26' 73' Blässe 85' | (2–0) Jegyzőkönyv |            |

| Suphachalasai Stadium, Bangkok Nézőszám: 5000 Játékvezető: Maria Ortega (salvadori) |

| 2004. november 13. 19:45 |

| Kanada                                                           | 7–0               | Thaiföld |
| ---------------------------------------------------------------- | ----------------- | -------- |
| Dennis 11' Timko 25' 35' 56' Robinson 33' Maranda 46' Jamani 54' | (4–0) Jegyzőkönyv |          |

| Suphachalasai Stadium, Bangkok Nézőszám: 5500 Játékvezető: Anna De Toni (olasz) |

| 2004. november 16. 19:45 |

| Németország                | 3–3               | Kanada                         |
| -------------------------- | ----------------- | ------------------------------ |
| Hanebeck 4' Mittag 10' 37' | (3–2) Jegyzőkönyv | Lang 40' Maranda 42' Timko 63' |

| Suphachalasai Stadium, Bangkok Nézőszám: 2500 Játékvezető: Sarah Girard (francia) |

| 2004. november 16. 19:45 |

| Ausztrália                                                      | 5–0               | Thaiföld |
| --------------------------------------------------------------- | ----------------- | -------- |
| McCallum 10' 19' Wiwasukhu 26' (öngól) Ledbrook 45' Kuralay 55' | (4–0) Jegyzőkönyv |          |

| 700th Anniversary Stadium, Chiang Mai Nézőszám: 21 600 Játékvezető: Mayumi Oiwa (japán) |

#### B csoport
| Csapat      | M | Gy | D | V | G+ | G– | Gk | P |
| ----------- | - | -- | - | - | -- | -- | -- | - |
| Brazília    | 3 | 2  | 0 | 1 | 6  | 5  | +1 | 6 |
| Kína        | 3 | 2  | 0 | 1 | 4  | 3  | +1 | 6 |
| Nigéria     | 3 | 1  | 1 | 1 | 4  | 4  | 0  | 4 |
| Olaszország | 3 | 0  | 1 | 2 | 3  | 5  | −2 | 1 |

| 2004. november 10. 17:00 |

| Nigéria | 0–1               | Kína      |
| ------- | ----------------- | --------- |
|         | (0–0) Jegyzőkönyv | Csang 77' |

| 700th Anniversary Stadium, Chiang Mai Nézőszám: 6000 Játékvezető: Sarah Girard (francia) |

| 2004. november 10. 19:45 |

| Olaszország | 1–2               | Brazília                    |
| ----------- | ----------------- | --------------------------- |
| Ricco 64'   | (0–1) Jegyzőkönyv | Costi 11' (öngól) Kelly 84' |

| 700th Anniversary Stadium, Chiang Mai Nézőszám: 6000 Játékvezető: Hong Eun-Ah (dél-koreai) |

| 2004. november 13. 17:00 |

| Kína              | 2–1               | Olaszország |
| ----------------- | ----------------- | ----------- |
| Vang 52' Hszü 82' | (0–1) Jegyzőkönyv | Ricco 24'   |

| 700th Anniversary Stadium, Chiang Mai Nézőszám: 6000 Játékvezető: Jacqui Melksham (ausztrál) |

| 2004. november 13. 19:45 |

| Brazília                | 2–3               | Nigéria                     |
| ----------------------- | ----------------- | --------------------------- |
| Marta 55' Cristiane 83' | (0–2) Jegyzőkönyv | Uwak 9' Godwin 14' Sabi 90' |

| 700th Anniversary Stadium, Chiang Mai Nézőszám: 7687 Játékvezető: Virginia Tovar (mexikói) |

| 2004. november 16. 17:00 |

| Kína   | 1–2               | Brazília                |
| ------ | ----------------- | ----------------------- |
| Lu 53' | (0–1) Jegyzőkönyv | Marta 38' Cristiane 47' |

| Suphachalasai Stadium, Bangkok Nézőszám: 2500 Játékvezető: Alexandra Ihringova (angol) |

| 2004. november 16. 17:00 |

| Olaszország | 1–1               | Nigéria  |
| ----------- | ----------------- | -------- |
| Manieri 68' | (0–0) Jegyzőkönyv | Sabi 88' |

| 700th Anniversary Stadium, Chiang Mai Nézőszám: 5400 Játékvezető: Martha Toro (kolumbiai) |

#### C csoport
| Csapat           | M | Gy | D | V | G+ | G– | Gk | P |
| ---------------- | - | -- | - | - | -- | -- | -- | - |
| Egyesült Államok | 3 | 3  | 0 | 0 | 8  | 1  | +7 | 9 |
| Oroszország      | 3 | 1  | 0 | 2 | 5  | 7  | −2 | 3 |
| Dél-Korea        | 3 | 1  | 0 | 2 | 3  | 5  | −2 | 3 |
| Spanyolország    | 3 | 1  | 0 | 2 | 3  | 6  | −3 | 3 |

| 2004. november 10. 17:00 |

| Dél-Korea | 0–3               | Egyesült Államok                             |
| --------- | ----------------- | -------------------------------------------- |
|           | (0–2) Jegyzőkönyv | Woznuk 15' (11-esből) Rodriguez 17' Gray 72' |

| Surakul Stadium, Phuket Nézőszám: 9900 Játékvezető: Andonía Kókotu (görög) |

| 2004. november 10. 19:45 |

| Oroszország                                            | 4–1               | Spanyolország |
| ------------------------------------------------------ | ----------------- | ------------- |
| Terekhova 10' Sochneva 36' Petrova 76' Gil 88' (öngól) | (2–1) Jegyzőkönyv | Zufía 24'     |

| Surakul Stadium, Phuket Nézőszám: 5000 Játékvezető: Pannipan Kamnüng (thaiföldi) |

| 2004. november 14. 17:00 |

| Egyesült Államok                                 | 4–1               | Oroszország  |
| ------------------------------------------------ | ----------------- | ------------ |
| Woznuk 2' (11-esből) Rostedt 25' 60' Rapinoe 63' | (2–0) Jegyzőkönyv | Sochneva 46' |

| Surakul Stadium, Phuket Nézőszám: 8563 Játékvezető: Mayumi Oiwa (japán) |

| 2004. november 14. 19:45 |

| Spanyolország | 2–1               | Dél-Korea   |
| ------------- | ----------------- | ----------- |
| Boho 19' 57'  | (1–0) Jegyzőkönyv | Park E. 72' |

| Surakul Stadium, Phuket Nézőszám: 13 563 Játékvezető: Deidre Mitchell (dél-afrikai) |

| 2004. november 18. 17:00 |

| Egyesült Államok | 1–0               | Spanyolország |
| ---------------- | ----------------- | ------------- |
| Rostedt 44'      | (1–0) Jegyzőkönyv |               |

| Surakul Stadium, Phuket Nézőszám: 9652 Játékvezető: Virginia Tovar (mexikói) |

| 2004. november 18. 17:00 |

| Oroszország | 0–2               | Dél-Korea           |
| ----------- | ----------------- | ------------------- |
|             | (0–1) Jegyzőkönyv | Lee 21' Park H. 55' |

| Suphachalasai Stadium, Bangkok Nézőszám: 800 Játékvezető: Jacqui Melksham (ausztrál) |

### Egyenes kieséses szakasz
|  |                           |                  |                        |                        |   |             |                        |                        |                        |                        |               |       |       |
|  | Negyeddöntők              | Negyeddöntők     | Negyeddöntők           |                        |   | Elődöntők   | Elődöntők              | Elődöntők              |                        |                        | Döntő         | Döntő | Döntő |
|  | Negyeddöntők              | Negyeddöntők     | Negyeddöntők           |                        |   | Elődöntők   | Elődöntők              | Elődöntők              |                        |                        | Döntő         | Döntő | Döntő |
|  | november 21. – Chiang Mai |                  |                        |                        |   |             |                        |                        |                        |                        |               |       |       |
|  |                           |                  |                        |                        |   |             |                        |                        |                        |                        |               |       |       |
|  | Németország               | Németország      | 1 (5)                  |                        |   |             |                        |                        |                        |                        |               |       |       |
|  | Németország               | Németország      | 1 (5)                  | november 24. – Bangkok |   |             |                        |                        |                        |                        |               |       |       |
|  | Nigéria                   | Nigéria          | 1 (4)                  |                        |   |             |                        |                        |                        |                        |               |       |       |
|  | Nigéria                   | Nigéria          | 1 (4)                  |                        |   | Németország | Németország            | 3                      |                        |                        |               |       |       |
|  | november 21. – Chiang Mai |                  |                        |                        |   | Németország | Németország            | 3                      |                        |                        |               |       |       |
|  |                           |                  | Egyesült Államok       | Egyesült Államok       | 1 |             |                        |                        |                        |                        |               |       |       |
|  | Egyesült Államok          | Egyesült Államok | Egyesült Államok       | Egyesült Államok       | 1 | 2           |                        |                        |                        |                        |               |       |       |
|  | Egyesült Államok          | Egyesült Államok |                        |                        |   | 2           | november 27. – Bangkok |                        |                        |                        |               |       |       |
|  | Ausztrália                | Ausztrália       | 0                      |                        |   |             |                        |                        |                        |                        |               |       |       |
|  | Ausztrália                | Ausztrália       | 0                      |                        |   | Németország | Németország            | 2                      |                        |                        |               |       |       |
|  | november 21. – Bangkok    |                  |                        |                        |   | Németország | Németország            | 2                      |                        |                        |               |       |       |
|  |                           |                  | Kína                   | Kína                   | 0 |             |                        |                        |                        |                        |               |       |       |
|  | Brazília                  | Brazília         | Kína                   | Kína                   | 0 | 2 (4)       |                        |                        |                        |                        |               |       |       |
|  | Brazília                  | Brazília         | november 24. – Bangkok |                        |   | 2 (4)       |                        |                        |                        |                        |               |       |       |
|  | Oroszország               | Oroszország      | 2 (2)                  |                        |   |             |                        |                        |                        |                        |               |       |       |
|  | Oroszország               | Oroszország      | 2 (2)                  |                        |   | Brazília    | Brazília               | 0                      | Bronzmérkőzés          | Bronzmérkőzés          | Bronzmérkőzés |       |       |
|  | november 21. – Bangkok    |                  |                        |                        |   | Brazília    | Brazília               | 0                      | Bronzmérkőzés          | Bronzmérkőzés          | Bronzmérkőzés |       |       |
|  |                           |                  | Kína                   | Kína                   | 2 |             |                        | november 27. – Bangkok | november 27. – Bangkok | november 27. – Bangkok |               |       |       |
|  | Kanada                    | Kanada           | Kína                   | Kína                   | 2 | 1           |                        | november 27. – Bangkok | november 27. – Bangkok | november 27. – Bangkok |               |       |       |
|  | Kanada                    | Kanada           |                        |                        |   |             |                        | Egyesült Államok       | Egyesült Államok       | 3                      |               |       |       |
|  | Kína                      | Kína             | 3                      |                        |   |             |                        | Egyesült Államok       | Egyesült Államok       | 3                      |               |       |       |
|  | Kína                      | Kína             | 3                      |                        |   | Brazília    | Brazília               | 0                      |                        |                        |               |       |       |
|  |                           |                  |                        |                        |   | Brazília    | Brazília               | 0                      |                        |                        |               |       |       |

#### Negyeddöntők
| 2004. november 21. 17:00 |

| Németország                            | 1–1 (h. u.)                 | Nigéria                        |
| -------------------------------------- | --------------------------- | ------------------------------ |
| Mittag 86'                             | (0–1, 1–1, 1–1) Jegyzőkönyv | Udoh 35'                       |
| Büntetőpárbaj                          |                             |                                |
| Hanebeck Hauer Thomas Mittag Behringer | 5–4                         | Iwuagwu Sike Udoh Godwin Yusuf |

| 700th Anniversary Stadium, Chiang Mai Nézőszám: 6579 Játékvezető: Maria Ortega (salvadori) |

| 2004. november 21. 17:00 |

| Brazília                                   | 4–2 (h. u.)                 | Oroszország                   |
| ------------------------------------------ | --------------------------- | ----------------------------- |
| Marta 42' Cristiane 90+4' Sandra 114' 117' | (1–1, 2–2, 2–2) Jegyzőkönyv | Tsybutovich 29' Tsidikova 61' |

| Suphachalasai Stadium, Bangkok Nézőszám: 5400 Játékvezető: Pannipan Kamnüng (thaiföldi) |

| 2004. november 21. 19:45 |

| Egyesült Államok          | 2–0               | Ausztrália |
| ------------------------- | ----------------- | ---------- |
| Rodriguez 54' Rapinoe 68' | (0–0) Jegyzőkönyv |            |

| 700th Anniversary Stadium, Chiang Mai Nézőszám: 8280 Játékvezető: Mayumi Oiwa (japán) |

| 2004. november 21. 19:45 |

| Kanada    | 1–3               | Kína                            |
| --------- | ----------------- | ------------------------------- |
| Timko 63' | (0–2) Jegyzőkönyv | Csang 3' (11-esből) 21' Liu 65' |

| Suphachalasai Stadium, Bangkok Nézőszám: 5400 Játékvezető: Anna De Toni (olasz) |

#### Elődöntők
| 2004. november 24. 17:00 |

| Németország                          | 3–1               | Egyesült Államok  |
| ------------------------------------ | ----------------- | ----------------- |
| Krahn 11' Behringer 69' Hanebeck 82' | (1–1) Jegyzőkönyv | Krahn 16' (öngól) |

| Suphachalasai Stadium, Bangkok Nézőszám: 10 500 Játékvezető: Anna De Toni (olasz) |

| 2004. november 24. 19:45 |

| Brazília | 0–2               | Kína       |
| -------- | ----------------- | ---------- |
|          | (0–1) Jegyzőkönyv | Lu 11' 42' |

| Suphachalasai Stadium, Bangkok Nézőszám: 10 500 Játékvezető: Alexandra Ihringova (angol) |

#### Bronzmérkőzés
| 2004. november 27. 16:00 |

| Egyesült Államok                 | 3–0               | Brazília |
| -------------------------------- | ----------------- | -------- |
| Hanks 21' Rapinoe 27' Woznuk 73' | (2–0) Jegyzőkönyv |          |

| Racsamangala Stadion, Bangkok Nézőszám: 23 000 Játékvezető: Sarah Girard (francia) |

#### Döntő
| 2004. november 27. 19:00 |

| Németország              | 2–0               | Kína |
| ------------------------ | ----------------- | ---- |
| Laudehr 4' Behringer 83' | (1–0) Jegyzőkönyv |      |

| Racsamangala Stadion, Bangkok Nézőszám: 23 000 Játékvezető: Virginia Tovar (mexikói) |

| A 2004-es U19-es női labdarúgó-világbajnokság győztese |
| ------------------------------------------------------ |
| NÉMETORSZÁG 1. cím                                     |

### Gólszerzők
7 gólos
- Brittany Timko

6 gólos
- Anja Mittag

3 gólos
| - Collette McCallum - Cristiane - Marta | - Lu Hsziaohszü - Csang Jing - Célia Okoyino Da Mbabi | - Megan Rapinoe - Jessica Rostedt - Angie Woznuk |

2 gólos
| - Sandra - Veronique Maranda - Melanie Behringer - Lena Goeßling | - Patricia Hanebeck - Simone Laudehr - Agnese Ricco - Akudo Sabi | - Ekaterina Sochneva - Jade Boho - Amy Rodriguez |

1 gólos
| - Selin Kuralay - Kylie Ledbrook - Kelly - Tanya Dennis - Aysha Jamani - Kara Lang - Jodi-Ann Robinson - Liu Szo - Vang Kun | - Hszü Jüan - Anna Blässe - Annike Krahn - Raffaella Manieri - Stella Godwin - Nkese Udoh - Cynthia Uwak - Olga Petrova - Elena Terekhova | - Svetlana Tsidikova - Ksenia Tsybutovich - Lee Jang-Mi - Park Eun-Sun - Park Hee-Young - Nuria Zufia - Kerri Hanks - Sheree Gray |

1 öngólos
- Annike Krahn (Egyesült Államok ellen)
- Fabiana Costi (Brazília ellen)
- Zurine Gil Garcia (Oroszország ellen)
- Thidarat Wiwasukhu (Ausztrália ellen)